# Hofmark Bernried

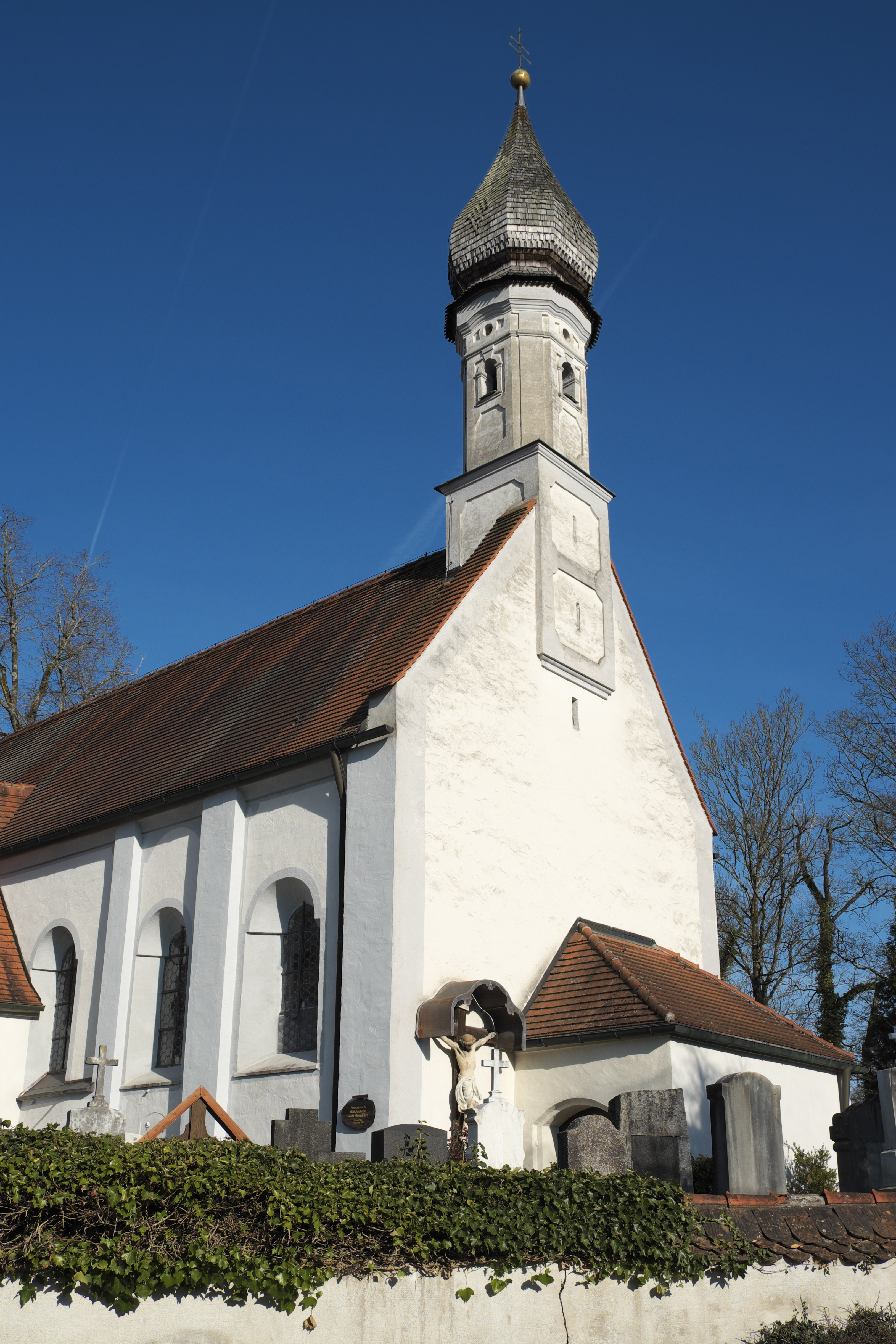
Hofmarkskirche in Bernried

Die Hofmark Bernried war eine Hofmark in Bernried, einer Gemeinde im Landkreis Weilheim-Schongau in Bayern. 
Die Hofmarksgerechtigkeit ist für das Jahr 1314 überliefert.
Seit 1330 war der Ort Bernried Teil einer geschlossenen Hofmark des 1803 aufgelösten Klosters Bernried.
Für die Untertanen der Hofmark wurde die gotische Hofmarkskirche Mariä Himmelfahrt errichtet, die 1382 geweiht wurde. Sie befindet sich gegenüber der Stiftskirche St. Martin.